# クリストファー・タナード

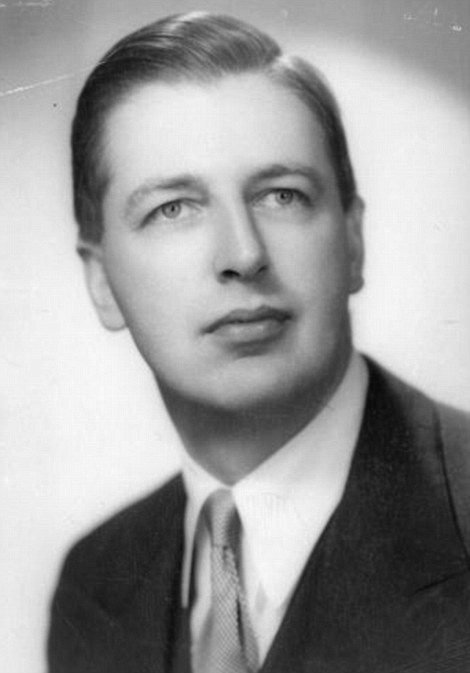
クリストファー･タナード

クリストファー・タナード（Christopher Tunnard、1910年 - 1979年）は、イギリスの造園家、作庭家、ランドスケープアーキテクトおよび考古学者。ハーバード大学大学院、イエール大学教授を歴任。イギリスにおける近代ランドスケープデザインの先駆者として知られ、また戦後は国際遺構遺跡研究会 (国際記念物遺跡会議, ICOMOS) 会員として歴史遺産保存の分野で世界的に活躍する。

## 概要
1910年、カナダ、ブリティッシュコロンビア州ビクトリア生まれ。父はリンカンシャーフランプトン出身の英国人チャールズ・トーマス・タナード（Christopher Coney タナード（1879-1939））で母がマデリン・キングスコート（Madeline Kingscote、1881年7月7日-1977年1月7日）。他1人の弟、ピーター・キングスコート・タナードは20歳で死亡した（1919年12月11日-1940年3月16日）。
タナードの叔父ジョン・チャールズ・タナード（生まれ1873）の一人息子で英国の新ロマン主義/シュルレアリスムの芸術家ジョン・タナード （1900年から1971年）はいとこ。 もう他方の叔父にはグレース・コック（Grace Cook）と結婚し、ピアニストのヴィオラ・マリー・タナード（1916-1974）、トーマス・ニューバーグ・タナード（生まれは1919年）、オーバー・アルダーリー（Over Alderley）と結婚し、子は他にオーバートルズ・ホール (Birtles Hall) 支配人のトーマス・モンクトン・タナード（生まれは1920年）の親でギャラリーオーナーのペーター・ハンフリー・タナードがいる（生まれは1882年）。
誕生のち教育を受けたブリティッシュコロンビア州ビクトリアはリンカンシャー出身の父が若いころに移住してきたところ。1929年にイギリスに渡って1930年、イギリス・ヴィズリー王立園芸協会付属大学課程を修了し、ディプロマ取得。1932年、ウエストミンスター技術研究所建築施工コース専攻修了。1932年から1935年まで、アーツ・アンド・クラフツに影響を受けたパーシー・S・ケイン事務所 (Percy Stephen Cane) 勤務。
1935年から、ヨーロッパ・ツアーに乗り出す。このとき、前衛的な芸術と建築に興味を持つようになった。ベルギーではジャン・カニール・クラスに出会い、彼らとマニフェストを共同発行している。 
いとこのジョンを通じ、イギリス時代はレーモンド・マクグラス（Raymond McGrath）やCIAMイギリス分科会である近代建築研究会MARSなどの建築グループに関係し、住宅供給問題などの社会問題、都市問題に多くかかわる。1936年、彼はロンドンでランドスケープ・アーキテクチャーのために独立して仕事を開始。1930年代後半、邸宅の庭園設計を含めたランドスケープ作品を数作手がけた。
この時期彼の注目すべきプロジェクトはサセックス州ハッランドにあるアイヴァン・チャマイエフの家ベントレーウッドである。そして、彼のその後のパートナーである株式仲買人と短期間住んでいたレイモンド・マクグラスによってチャートシーに設計された円形アールデコ建築のセント・アンズ・コート（St Ann's Court、イギリス指定建造物グレードII *上級建物）G.L・シュレシンジャーの既存の18世紀庭園の改修などである。
彼はこの時期、後にマニフェスト『近代ランドスケープの庭』として再出版された一連の記事を雑誌『Architectural Review』に書いている。1939年に、理想のホーム展示会「汎ヨーロッパ住宅」アールズコートで庭の設計を担当した。
1937年、アーキテクチュア・レビュー誌に、庭園に関する連載を持つ。これが後に『Garden in Modern Landscape』として出版されることとなる。この書はとくに同時代のアメリカのデザイナーや学生に影響を与える。
1939年、アメリカに渡り、ヴァルター・グロピウスの誘いを受け、ハーバード大学デザイン大学院（GSD）建築学専攻教授に就任する。1938年から1943年まで、マルティン・ヴァグナーやヒュー・スタビンスらとスタジオを運営する。敷地計画を担当し、TVAから住居環境レベルにいたるあらゆる敷地構成の計画を包括し講義する。
また学外ではガレット・エクボ、ダン・カイリー、ジェームス・C・ローズらと、そして自身の教え子であるローレンス・ハルプリン、フィリップ・ジョンソン、エドワード・ララビー・バーンズらと協働した。
その後もマサチューセッツ州内で近代住宅のために幾つか庭園を設計、写真、および/または図面は1948年に著書の第2版に掲載された。これらの中にはケンブリッジのコッホ家のための小さな中庭とカール・コック（Carl Koch）のベルモントのスネーク・ヒル・ロード（Snake Hill Road）で、初期の近代的住宅開発をコッホと計画している。他リンカーンの広大な田園地帯の庭園は、ジーン・ホームズ・パーキンス（G. Holmes Perkins）の新しい住居の庭園などがあるが、この時期ハーバード大学の教員も続けていた。
1943/44学年度、母親のマデリンとグリニッジ村に住む。もとはマデリンはニューヨークに移って、もう一人の息子のピーター・キングスコート（Peter Kingscote）の側にいた。ピーター・キングスコートはリッジフィールド（CT）から40マイル離れていたマイケル・チェーホフのシアター・スタジオで、詩人志望で短編小説家でもあったが、キャリアは短く1940年代半ばに20歳で死亡。
1943年、イギリス・カナダ空軍に徴兵。戦闘外の事故で片目を失明する。除隊後、イギリス・ホイールライト研究所特別研究生として、アメリカに戻る。
1945年、イエール大学建築・都市計画学部に移籍、都市計画史の研究と教育に従事。仕事を楽しみ、少しだけ庭のデザインをしながら、教授のポストと都市計画部長に就任。この分野における彼の出版物には、アメリカのスーパー都市や米国の都市デザインに関する書籍が含まれている。最もよく知られているのは、人工のアメリカ：カオスまたはコントロールですか？（1963、ボリス・プシュカレフと）で1964年科学、哲学と宗教全米図書賞を受賞した
。
1969年、イエールは未解決の入学許可書を無断で予定学生に送付したために降格処分。
1970年から、コネチカット州ニューヘブンで歴史遺産の保全にかかわるかたわら、地域建造物研究会設立に尽力。

## 思想性
デザイン哲学
イギリスに戻った時期に活発に活動していたマッケイ・ヒュー、ベイリー・スコット、エドウィン・ラッチェンス、ガートルード・ジーキルなどから影響を受けた。タナードは、ラッチェンス、ジーキル、スコットの活躍によって庭のデザインが強く影響を受けた時期にイギリスにやって来た。折衷的な芸術と工芸の動きは、狂気の舗装、パーゴラ、日時計、沈んだプールや彫像などの庭の特徴に焦点を当てるために、この背景に描画されていた。
タナードはこれを庭園デザインの「ロマンチックな平凡さ」とみなし、現代風景画の劇的な庭園で表現した景観デザインへのモダニズムのアプローチを先導。彼のアプローチは、機能的なミニマルなデザインに共感して装飾、感想、古典的な言い回しを避けた。例えば、ChermayeffのBentley Woodの家のための彼の絶賛された景観、それ自身近代主義は、周囲の森林地帯を単純に薄くし、水仙のドリフトで植え付けられた地域を単純に伐採。彼の著作はトーマス・チャーチ（Thomas Dolliver Church）のようなデザイナーの世代に影響を与えた。
ランドスケープと庭のデザイン
タナードの主なプロジェクトの1つで1928年にサセックス州ハッランドにあるチャマイエフの家ベントレーウッドのプロジェクトは『Architectural Review』と彼の著書『近代ランドスケープの庭』に掲載された。建物を取り巻く庭園を説明するにあたり、タナードは完全に調和していることを指している。木々が薄くなると、徐々に家に導かれ、水仙や常緑樹のための部屋が残った影のついた芝生が残った。
それは定型な庭ではない。木々はグループごとに、またはそれ自体で家に関連して形成されうる「利用可能な領域を分割して使い勝手を向上させることで、空間を流す」という概念である。
他のタナードのプロジェクトは、建築家レイモンド・マクグラスと協力したGalby Leicestershire Houseがあり、建築材料は景観に合うように選ばれた。例えば遺産Beaudesertの残骸のいくつかは、新しい建物を建設するために転用。さらにタナードは、庭が単に定型の庭としてではなく、家とオープンランドスケープとのリンクとして解釈されることを望んでいた。
機能的な庭
1937年にパリで開催された造園国際会議においてスウェーデンの協会が提案した造園に関する機能的理論に共鳴。
形態の規則性については、庭園のデザイン原則に強く影響した対象形態からの束縛から自由であることを求め、バランス感覚を心がけるデザイン手法を奨励している。どのような庭園においても簡潔な表現と、美と機能と社会性の統合を求めたヨーロッパのモダニストたちに共鳴。1938年までの間にイギリスにおいて、建築家サージ・シャマイエフやレイモンド・マッグレースらと協働、近代主義的な住宅庭園を手がけている。
機能主義は「目的の適合」という原則から派生している。オブジェクトはその目的に合ったものですか？これにより、よりシンプルで明確な計画方法が生まれ、その目的に合わない資料や物ではなく、タナードにとって、近代的な住宅の創造には近代的な環境がなく、創造したいと考えていた。花は創造されたものではなく、子供たちが楽しめるものである。単に対称である必要がないため、庭園は必ずしも対称的ではない。タナードは、スウェーデンの庭園家協会の論文から新しい庭を見出す。
「経路や歩行は最小限に抑えられ、しばしば芝生や植物が成長することを許されている踏み石だけで構成され、計画の単位間の同質性が保たれます。これらの庭園では樹木は数多くありません。ほとんどの人は開花する低木が好きです。」
「スタイル、軸方向と対称的な計画、懐古的な装飾 - このすべてのレトリックは単純な声明のために捨て去られました。必要なことは、このような計画システムが自動的に良いものになり、空間充填や飾りを強調する必要がなくなる。したがって、設計者は計画の整数に装飾を限定し、その機能によって形状が決定されます。」
「機能的な庭」は、野生の庭園の感情的表現主義と「典型な」庭園の知的古典主義の両方を極限的に避けます。それはむしろ合理主義の精神を体現しており、ユニットの審美的で実践的な秩序をとおして、安らぎとレクリエーションのためのフレンドリーで親切な環境を提供しています。それは事実上、庭園の社会的概念であります。」
ランドスケープアーキテクトのフレッチャー・スティール（Fletcher Steele）は、タナードの現代建築設計の見解に同意するが、タナードの見解は別のスタイルであり、可能な普遍的概念ではないことを見い出した。
自然環境に結びつく手法を重んじてきたが、自然形態そのままのコピー的、具象的なデザイン構成を嫌い、むしろ自然文脈からのデザインソースを求めている。この際に、タナードは同時代の作家として堀口捨己の作品の解析を試みている。堀口の作品の例や日本庭園の実例をもとに、非対称性こそ近代の形としていた。
庭師や植木屋、園芸作家や造園業者とランドスケープデザイナーの区分を芸術性とし、そのアプローチ手法としては広範囲にわたるとしている。
造園家の設計として、三つの典拠として1.機能主義、2.日本庭園、3.現在芸術を示しており、現在の造園はみるためと、すむため、ひとつの組にならねばならず、超人的スケールのものから、、個人庭に至るまで系統的つながりの必要性、そして高速道と関係付けた生産施設地域、低密度居住地域、分散配置されたレクリエーション地域、地域の中心であるコミュニケーションセンター地域といったこれらをランドスケープを統一的に検討し計画する必要性を説く。
建築形態や現代アートから空間構成の着想を得るものとし、彫刻家ではポール・ナッシュ、ミース・ファン・デル・ローエ、壁面彫刻やアレクサンダー・カルダーの彫刻に注目している。
歴史的な庭園やランドスケープに対しても、決して懐古的にはならず、時代と文化が生み出した偉大な庭園遺産に対しても空間構成やその芸術的表現性を評価し、現代的進歩の可能性がある、数世紀前のそれらを保存し高度開発できる、としていた。
近代ランドスケープの庭
1937年10月から1938年9月まで『Architectural Review』の一連の記事として最初に出版。『近代ランドスケープの庭』は、現在のランドスケープの現在の見解に大きく挑戦した。
ジェフリー・ジェリコー（Geoffrey Jellicoe）はタナードが「マジック・アーキテクチャー・レビュー」（『Architecture Review』誌上）でモダン・ランドスケープ（Modern Landscape）のガーデン（Garden）を見直し、全体として、以前に受け入れられていたランドスケープの様式を暴くようになり、新しい自然と対称性や庭園の写真への封じ込めなど、当時最も広く受け入れられている慣習に疑問を呈し、崩壊させた。彼はこの本を「あなたが激しい揺れに乗ることができれば、勇敢な新世界の風景にうってつけに紹介されるだろう」と説明した。
要するに、ジェリコーはタナードはどちらかといえば読者からの応答を持つものとして説明し、新たな景の口コミで「完全にそれから衝撃を受け、あるいは熱意を持って自分の足でに実行」した。
ガレット・エクボ、ダン・カイリー、ジェームズ・ローズは、1936年から1938年のハーバード大学院デザイン学部で『近代ランドスケープの庭』をGSDのカリキュラムの厳格なルールに照らして批評し、後の作品に大きな影響を受けている。ピーター・ウォーカー、メラニー・サイモの著書による。
ローレンス・ハルプリンはタナードの著書『近代ランドスケープの庭』を将来実績のための啓示本として挙げている。この本からハルプリンの最も永続的なアイデアを、庭は芸術作品であり、庭の休息、レクリエーション、そして倫理的な喜びの恩恵をより広範な人々に広げようとすると、より大きな風景としてガイダンスのビジョンは残るとしている（Walker p150）。さらにタナードのもとで勉強したいと思っていた。大学院でその研究のために彼はハーバードのGSDに進学し、タナードおよび他の実力者の下でランドスケープを学んだ。後には共に『Task magazine』の号を発行。ピーター・ウォーカー、メラニー・サイモの前掲書による。
都市計画
タナードは人生後半はランドスケープから遠ざかった。彼はイェール大学で都市計画を教え、歴史的建造物の保存に専念し、都市計画に関する多くの著書を書いた。エクボは、タナードが都市計画方面に入った時、ランドスケープアーキテクトは偉大な人を失ったとの見解を示した。
戦後再版された『Garden in the Modern Landscape』は宅地開発や都市計画方向に加筆され、建築家よりの傾向がみえる。アメリカ合衆国における大都市の緑地系統を6つに分類している。

## 作品
- シャーマイエフ邸庭園「ベントレーウッド」（イギリス・サセックス、ホラント）
- セント・アンズ・ヒル（イギリス・チェルシー、円形の建築はレイモンド・マクグラスによる）
- クレアモント風景式庭園保存案
- オランダ式菜園案（レイチェスチャー近郊・ガルビー）
- オール・ヨーロッパ・ハウス計画プロジェクト（MARSプロジェクト、エリザベス・デンビー、アーサー・コーン、マックスウェル・フライらと協働）

## 著作
- 近代ランドスケープの庭　Garden in Modern Landscape 1938年
- The City Of Man　1953年
- アメリカのスカイライン 1955
- Man Made America, B. puskarevと共著 : Yale Press 1963. (日本では鈴木忠義編訳: 国土と都市の造形, 鹿島出版会, 1966）
- 現代アメリカの都市 1968
- 1978年の世界観